# José Enrique Serrano Morales
José Enrique Serrano Morales (Algeciras, Cádiz 1851- Valencia, 17 de febrero de 1908) , erudito, bibliófilo, historiador y político español. Fundó la biblioteca histórica nombrada por el ayuntamiento de Valencia como Biblioteca Municipal Serrano Morales y escribió la obra cumbre sobre la imprenta valenciana Reseña histórica en forma de diccionario de las imprentas que han existido en Valencia desde la introducción del arte tipográfico en España hasta el año 1868.

## Biografía
Hijo de un magistrado, cuando tenía 5 años se trasladó con su familia a Valencia, ciudad en la que cursó la carrera de Derecho, aunque nunca llegó a ejercer como abogado. De ideas conservadoras, fue elegido delegado regio de Primera Enseñanza en Valencia y Diputado en Cortes por el distrito de Motilla del Palancar en varias ocasiones. Miembro activo de Lo Rat Penat y académico de la de San Carlos, fue corresponsal de la Real Academia Española, de la Academia de la Historia de Madrid y de las Buenas Letras de Sevilla y Barcelona,  presidente de la Sociedad de Bibliófilos Valencianos y colaborador de diversas publicaciones. Con un importante patrimonio familiar-vitícola en Cuenca y agrícola en Castellón- logró formar una importante biblioteca -compuesta por unos 15000 volúmenes, más folletos, papeles sueltos, autógrafos, grabados, bulas, privilegios, epistolarios (entre ellos el de Gregorio Mayans y Siscar)- que, a su muerte, donó al Ayuntamiento de Valencia, el cual creó la Biblioteca Municipal Serrano Morales.

## Obra
Reseña histórica en forma de diccionario de las imprentas que han existido en Valencia desde la introducción del arte tipográfico en España hasta el año 1868 (Imp. F. Domenech, 1898-1899).